# Esteban Márquez de Velasco
Esteban Márquez de Velasco, né en Estremadure et mort en 1696 ou 1720 à Séville, est un peintre espagnol.

## Biographie
Esteban Márquez de Velasco naît en Estremadure. 
Il se rend fort jeune à Séville, où il suit les leçons de son oncle Fernando Márquez Joya. Esteban devient un dessinateur correct, un bon coloriste, et s'attache, à l'exemple de son oncle, à imiter le style et la manière de Murillo. Parmi ses tableaux on cite une Ascension et sept autres sujets tirés de la vie du Christ pour les Trinitaires de Séville, un Apostolat pour l'hôpital del Sangre.
Il meurt en 1696 ou 1720 à Séville. 